# Ebu İş
Eba Bekir „Ebu“ İş (* 1. Oktober 2008 in Frankfurt am Main) ist ein deutsch-türkischer Fußballspieler, der seit Sommer 2018 als Jugendspieler bei Eintracht Frankfurt aktiv ist.

## Karriere

### Verein
Seine fußballerische Laufbahn startete İş in der Jugendabteilung von Concordia Gernsheim. Nach vier Jahren in Gernsheim im südhessischen Landkreis Groß-Gerau trat Is in der Saison 2017/18 in Griesheim für den dortigen Sportclub Viktoria an. Im Sommer 2018 wechselte er in das Nachwuchsleistungszentrum von Eintracht Frankfurt. Dort durchlief er ab der U11 die verschiedenen Jugendmannschaften und spielte teilweise als sogenannter Jungjahrgang bereits in einer höheren Altersstufe, so in der U17 in der B-Junioren-Bundesliga Süd/Südwest und ab der Saison 2024/25 in der U19. Für diese bestritt er sein erstes Spiel in der U19-DFB-Nachwuchsliga im Alter von 15 Jahren und 307 Tagen. Nachdem er an seinem 16. Geburtstag die Spielberechtigung für die Herrenmannschaften erlangt hatte, stand er zweimal für die zweite Mannschaft in der Fußball-Regionalliga Südwest auf dem Platz. Dabei gehörte er im zweiten Spiel zur Startelf und bereitete ein Tor vor.
Von Dino Toppmöller, dem Coach der Profi-Mannschaft, wurde İş aufgrund guter Leistungen kurz nach seinen ersten beiden Spielen im Erwachsenenbereich Anfang Dezember 2024 im Rahmen der UEFA Europa League 2024/25 in den Kader für das Spiel gegen Olympique Lyon berufen. Sein Profidebüt bei Eintracht Frankfurt gab er als Einwechselspieler bei der Europa-League-Niederlage gegen die AS Rom am 30. Januar 2025.

### Nationalmannschaft
In deutschen Juniorenauswahlen kam İş für die U-16-Junioren und für die U-17-Junioren zum Einsatz.